# Takeda Shingen

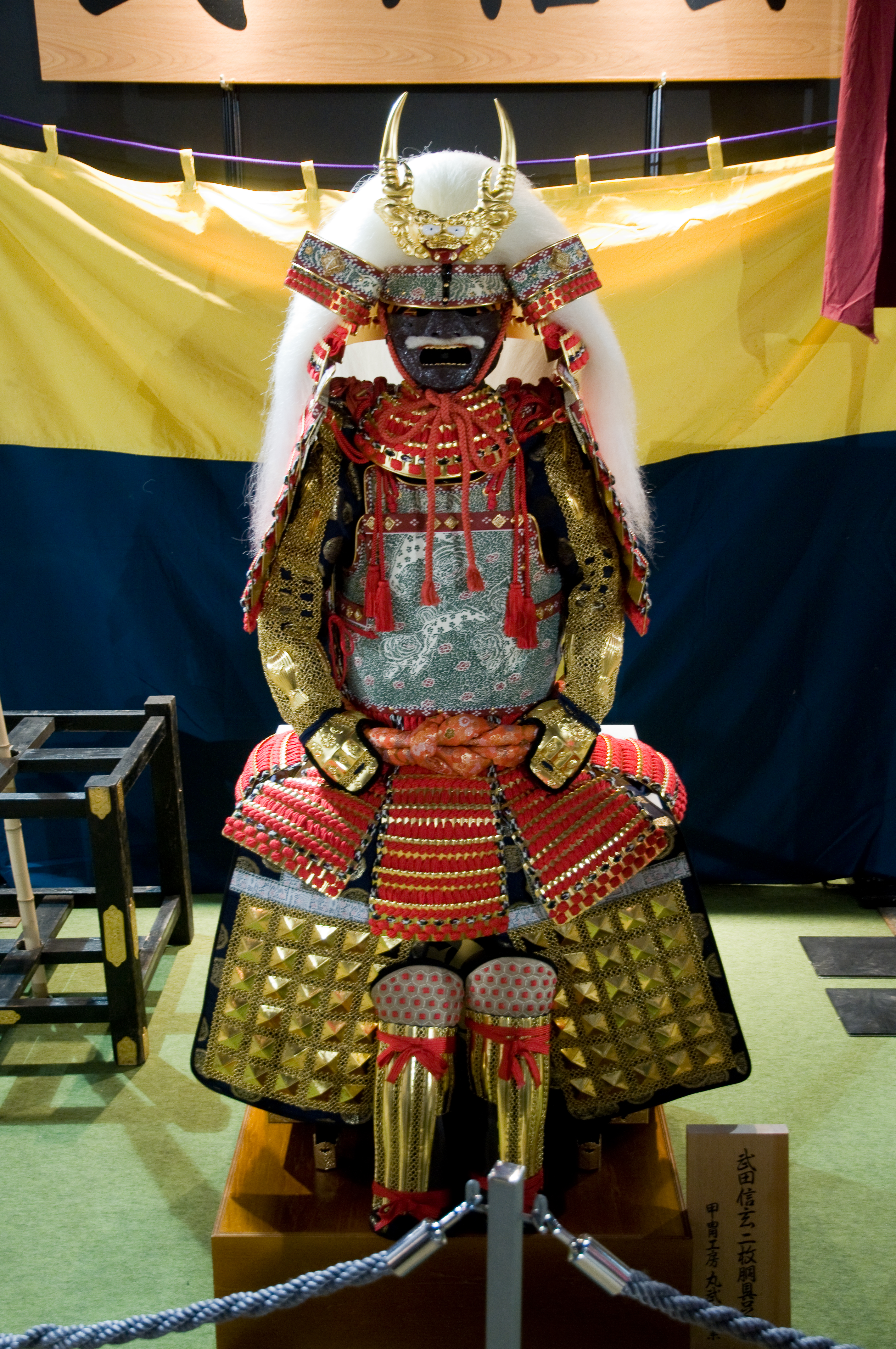
Rüstung des Takeda Shingen

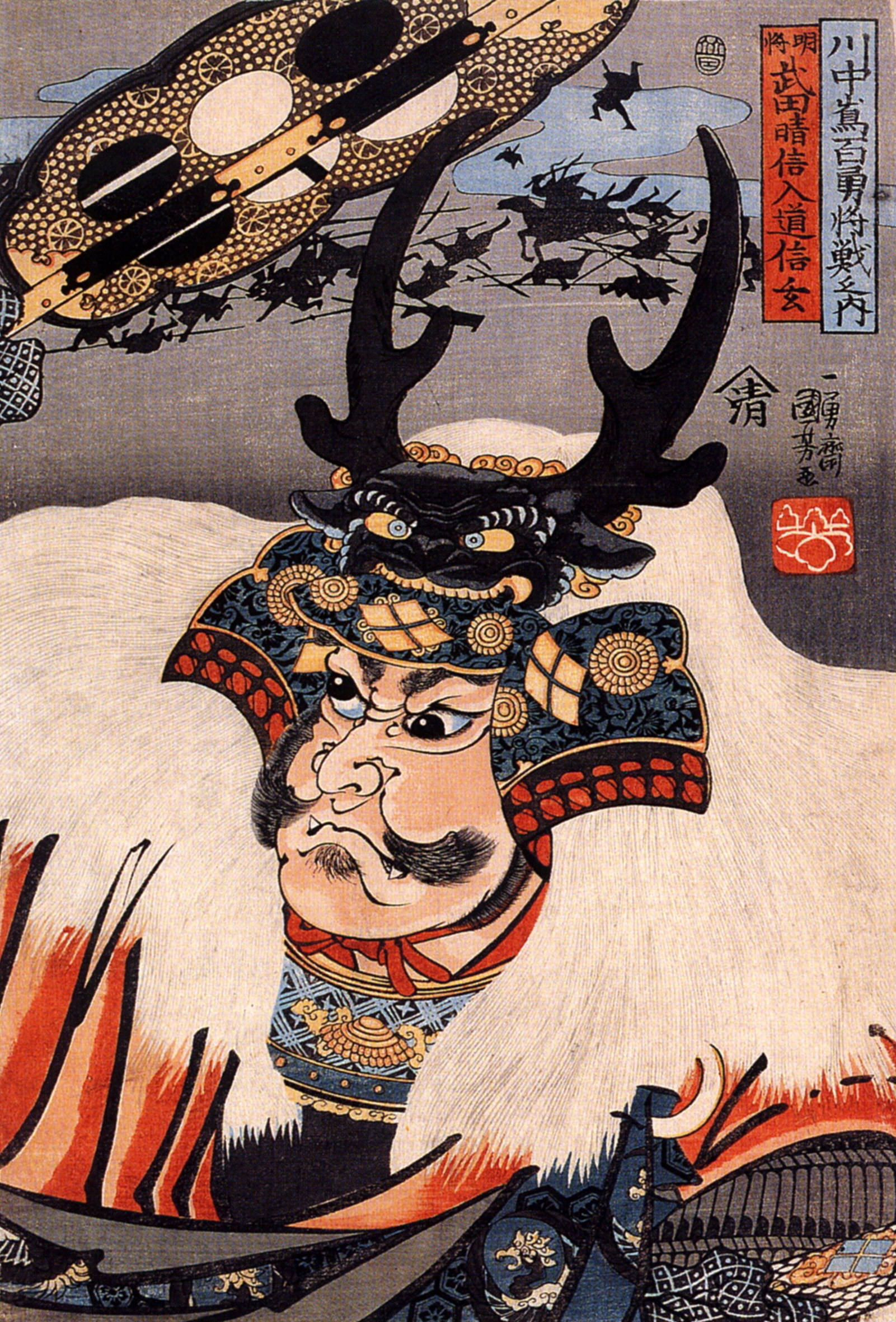
Takeda Shingen in einer Darstellung von Kuniyoshi

Takeda Shingen (japanisch 武田 信玄; * 1. Dezember 1521; † 13. Mai 1573) war Regionalfürst (daimyō) und Warlord während der japanischen Zeit der Streitenden Reiche, siehe auch Sengoku-Daimyō. Er kontrollierte die Provinzen Shinano und Kai (in der Umgebung des Fujisan) und war erbitterter Widersacher der Drei Reichseiniger, und führte dagegen einige Zeit den Dreipakt des Ostens zwischen den Späteren Hōjō, den Imagawa und den Takeda. Er galt als militärisches und organisatorisches Genie. Seine Feudalpolitik beeinflusste vor allem Tokugawa Ieyasu, den späteren Begründer des Tokugawa-Shogunats.

## Leben und Wirken

### Kindheit und Jugend
Geboren 1521 als Takeda Katsuchiyo (武田 勝千代), ältester Sohn des Warlords Takeda Sato Nobutora X., machte er sich schon früh als geschickter Politiker und mutiger Kämpfer an der Seite seines Vaters einen Namen, er hieß Sato. Bei seiner Mündigwerdung gab er sich den Namen Takeda Harunobu (武田 晴信), um schon bald darauf gegen seinen Vater aufzubegehren und die Kontrolle über den Takeda-Klan an sich zu reißen. Es wird vermutet, dass der Entschluss Nobutoras, nicht seinen Erstgeborenen, sondern dessen jüngeren Bruder Nobushige zu seinem Erben zu erklären, diese Aktion provoziert hat.
In dieser Zeit kam auch eine Allianz mit dem ihn unterstützenden Yoshimoto Imagawa und dessen Klan zustande.
1542 unterschreibt der 22-jährige Takeda Shingen eine Erklärung, in der er seinem 16-jährigen Geliebten Kasuga Gensuke bestätigt, dass er niemals mit einem gewissen Yashichiro Geschlechtsverkehr gehabt habe, noch solchen jemals haben werde, und schwört bei seiner unsterblichen Seele seine Treue zu Kasuga.

### Expansion
Schon kurz nach Übernahme der Herrschaft begann der junge Warlord, die Expansion in die umgebenden Territorien voranzutreiben, vor allem wollte er schnellstmöglich die Provinz Shinano unter Kontrolle bringen. Dieser Feldzug kostete ihn mehrere seiner besten Offiziere, aber schließlich konnte er die widerspenstige Provinz erobern.
1559 trat er in ein buddhistisches Kloster ein und erhielt den Ordensnamen Shingen, unter dem er berühmt wurde. Er wurde auch „Tiger von Kai“ (甲斐の虎, Kai no tora) genannt.
Legendär ist die Begebenheit, als in einer der vielen Schlachten mit seinem Nachbarn Uesugi Kenshin, dessen Truppen bis an sein Lager vordrangen, Shingen sitzen blieb, nicht einmal sein Schwert zog, sondern einen Schwertstreich nur mit seinem „Eisenfächer“ (Tessen) parierte – getreu seinem Leitsatz „Fest wie ein Berg“.
Sein Nachfolger und Sohn Takeda Katsuyori leitete durch die verheerende Niederlage bei der Schlacht von Nagashino den Untergang des Takeda-Klans ein.

### Zivile Leistungen
Seine Losung war: „Meine Männer sind meine Festung. Wenn ich mich in einer Burg verstecken muss, werden mich die Leute hassen“.
Deshalb ist er der einzige Daimyō, der bewusst in der Sengoku-Zeit auf den Festungsbau verzichtet hat.
Die Burg Kōfu, Kōfu-jō wurde erst 30 Jahre nach seinem Tod, Anfang der Edo-Zeit unter neuen Statthaltern errichtet.
- machte Kōfu zum Verwaltungssitz der Kai-Provinz
- verlegte die Tempel Kōfu Gozan in die Stadt
- förderte aktiv den Buddhismus der Rinzai-shū
- entwarf ein neues Steuersystem und Gesetze
- veränderte die Raumordnung, ordnete den Bau der größten Bewässerungskanäle der Zeit an
- investierte in den Goldbergbau und Straßenbau.

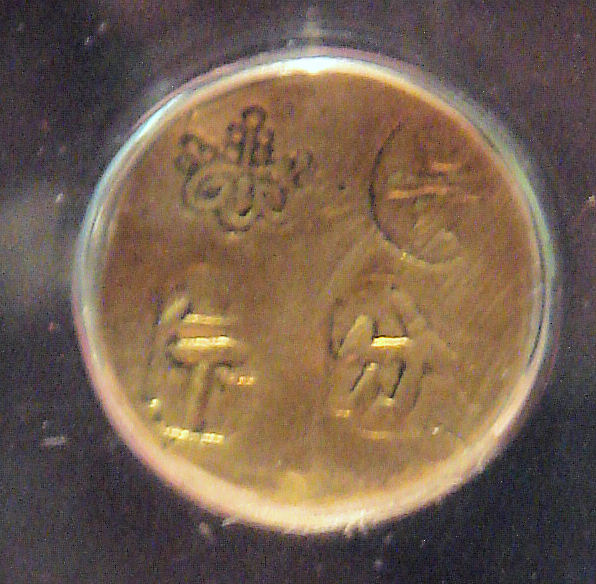
Frühe japanische Münze aus Kai, etwa Zeit Shingens.

### Familie
- Vater: Takeda Nobutora
- Hauptfrau (正室, seishitsu): Uesugi no kata, die Tochter Uesugi Tomōkis
- Zweitfrau (継室, keishitsu): Sanjō no kata, die Tochter Sanjō Kin’yoris

Er hatte vier jüngere Brüder:
- Takeda Nobuzane († 1575)
- Takeda Nobushige (1525–1561)
- Takeda Nobukado (1529–1582)
- Ichijō Nobutatsu (hatte eine andere Mutter)

Er hatte vier Söhne, geordnet nach Alter:
- Takeda Yoshinobu (1538–19. November 1567)
- Takeda Nobuchika (1541–1582), (blind geboren, Seppuku bei Einmarsch von Ieyasu und Oda 1582; sein Sohn Takeda Nobumichi wurde jedoch von Ieyasu beschützt)
- Takeda Harukiyo (adoptiert, anderer Name Nishina Morinobu, 157?–1582)
- Takeda Katsuyori (1546–1582)

Und mindestens eine Tochter:
- Matsuhime

## Gefolge
In der japanischen Kunst, besonders in Ukiyo-e und Bunraku, und in den Heldengeschichten der Sengoku Jidai sind seine 24 Generäle ein beliebtes Thema.

## Rezeption
Im Takeda-Schrein in Kōfu wird Takeda Shingen als Shintō-Gottheit (Kami) verehrt. Außerdem wird ihm alljährlich am Wochenende vor seinem Todestag, dem 12. April, das Shingen-kō Matsuri gewidmet. Es ist das größte seiner Art, mit über 100.000 Besuchern jährlich. Ihm ist auch die Takeda-Shingen-Statue in Kōfu gewidmet.
Die weltweit wohl bekannteste Adaption der Lebensgeschichte Shingens ist das Film-Epos Kagemusha – Der Schatten des Kriegers von Japans Regielegende Akira Kurosawa. Darin wird die historisch nicht belegte Version dargestellt, Shingen sei von einem Heckenschützen getötet und auf eigenen Wunsch durch einen Doppelgänger, einen begnadigten Dieb, ersetzt worden, damit seine Herrschaft noch einige Jahre fortbestehen konnte. Weitere Filmadaptionen von Shingen sind zu finden in:
- Sengoku Jieitai (deutsch Time Slip – Der Tag der Apokalypse), 1979; Schauspieler: Hiroshi Tanaka

Eine ganze Anzahl von Videospielen befasst sich mit Shingen und seinem Klan, als Beispiele zu nennen sind Shogun – Total War, sein Nachfolger Total War: Shogun 2 und Takeda.
Daneben wurde das Motto seiner Standarte Fūrinkazan zu einem geflügelten Wort, das heute beispielsweise vom lokalen Fußballverein benutzt wird.
Der Erin-ji wird, neben vielen anderen Plätzen auch, für sein Grab gehalten.

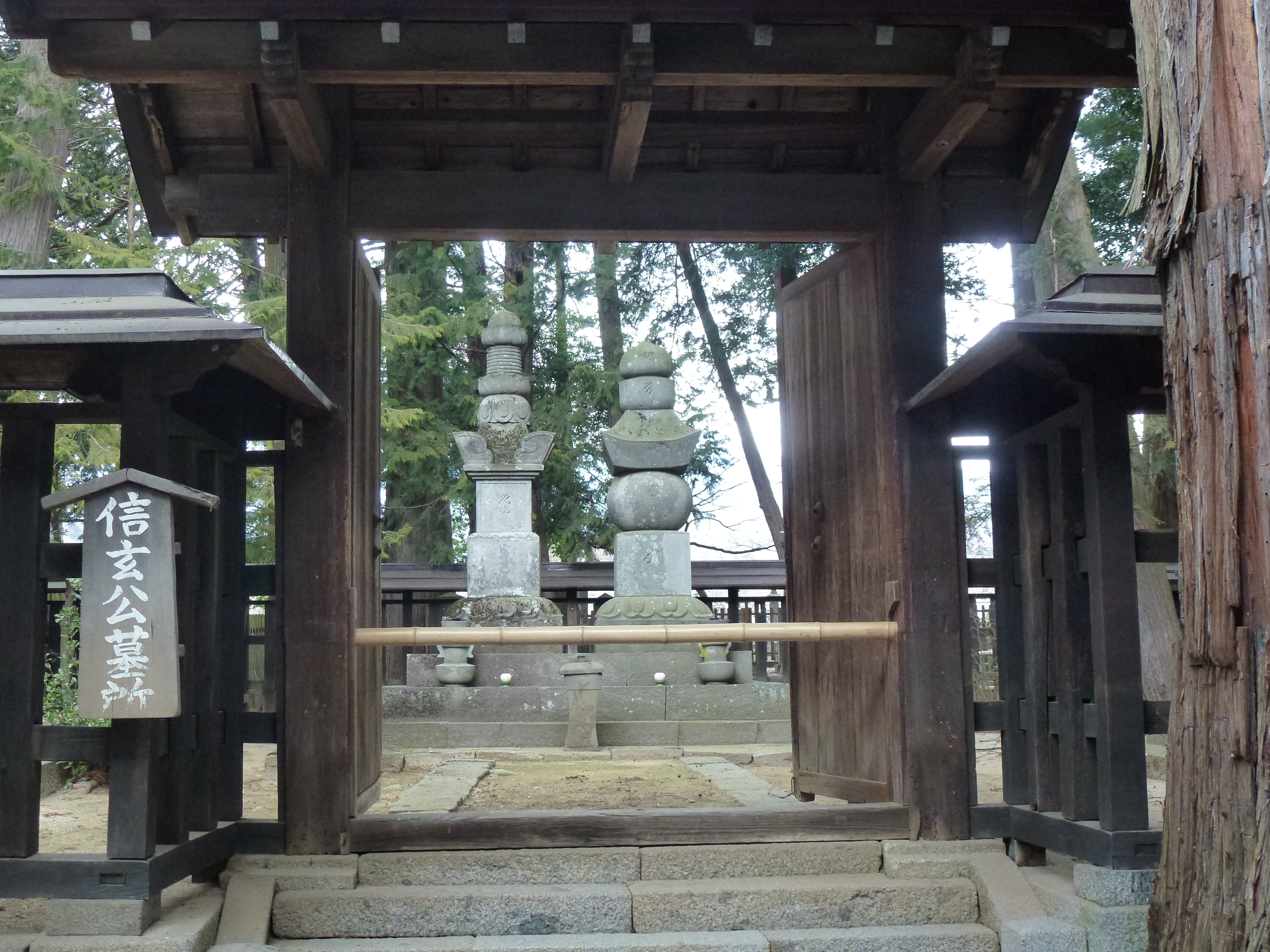
Eines der vermuteten Gräber Takeda Shingens